# 宇都宮市立雀宮中央小学校
宇都宮市立雀宮中央小学校（うつのみやしりつ すずめのみやちゅうおうしょうがっこう）は、栃木県宇都宮市雀の宮3丁目にある市立小学校。校歌の作詞は泉漾太郎、作曲は石井信夫。
学区内にJR雀宮駅がある。学校周辺には、大人塚、笹塚、綾女塚などの古墳があり、宇都宮市内で最も古墳が多い地域である。

## 沿革

### 年表
- 1873年6月6日 - 雀宮宿正光寺を借用第1学区第40番中学区11番小学日新台として創立
- 1891年4月1日 - 河内郡雀宮村立雀宮尋常小学校と改称
- 1896年6月2日 - 河内郡雀宮村立雀宮尋常高等小学校と改称
- 1941年4月1日 - 河内郡雀宮村立雀宮国民学校と改称
- 1953年11月1日 - 町制施行により雀宮町立中央小学校と改称
- 1955年4月1日 - 宇都宮市へ合併により宇都宮市立雀宮中央小学校と改称

## 通学区域
- 宇都宮市のうち[1]
  - 上御田町の一部
  - 新富町
  - 末広1丁目、2丁目の一部
  - 雀の宮1丁目 - 3丁目、4丁目の一部、5丁目 - 6丁目、7丁目の一部
  - 雀宮町
  - 宮の内1丁目 - 4丁目

## 特色

### 雀央サミット
2002年（平成14年）頃より、毎年「雀央（じゃくおう）サミット」という行事を行っている。この行事は児童が自主的に地域との関わりを持つことを目的として、学区内の自治会ごとに、自治会長・育成会長ら地域の代表者に向けて児童が地域活動を提案するというものである。ゴミ拾いや夏休みのラジオ体操など、この行事を通して児童の提案が地域の恒例行事化することがある。

### 地域の仕事を学ぶ特別授業
毎年1回、6年生を対象として、地域のさまざまな施設を児童が訪問し、その仕事について学ぶ特別授業が行われる。2023年（令和5年）6月15日に宇都宮市立図書館を訪問したグループは、図書館の内部を見学しながら図書館の業務について学んだ後、おすすめ本の展示を手伝った。

### コロナ禍の運動会
2020年（令和2年）10月18日に行われた運動会では、新型コロナウイルス感染症の流行を受け、3つの密を避けるための対策が行われた。例えば、ソーシャルディスタンス確保のために長さ1メートルの大きなバトンを使ったリレーを種目に取り入れたり、出場しない児童は教室のテレビで競技の生放送を見て応援したりする、というものであった。